# Paul Louis Chigot
Paul Louis Chigot (né à Étaples le 21 février 1906, et mort à Paris le 16 juin 1978) est un chirurgien français.

## Biographie
Paul Louis Chigot naît en 1906, il est le fils du peintre Eugène Chigot.
Il supervise en 1955 la première greffe du doigt réussie pratiquée sur un enfant de sept ans. Il est membre de l'Académie de Chirurgie, et chef du service de chirurgie à l'hôpital Trousseau.
Il est nommé membre titulaire de l'Académie de médecine le 9 mai 1978.

## Postérité
Un bâtiment porte son nom à l'hôpital Trousseau à Paris.